# Torpedowaffenplatz Gotenhafen-Hexengrund

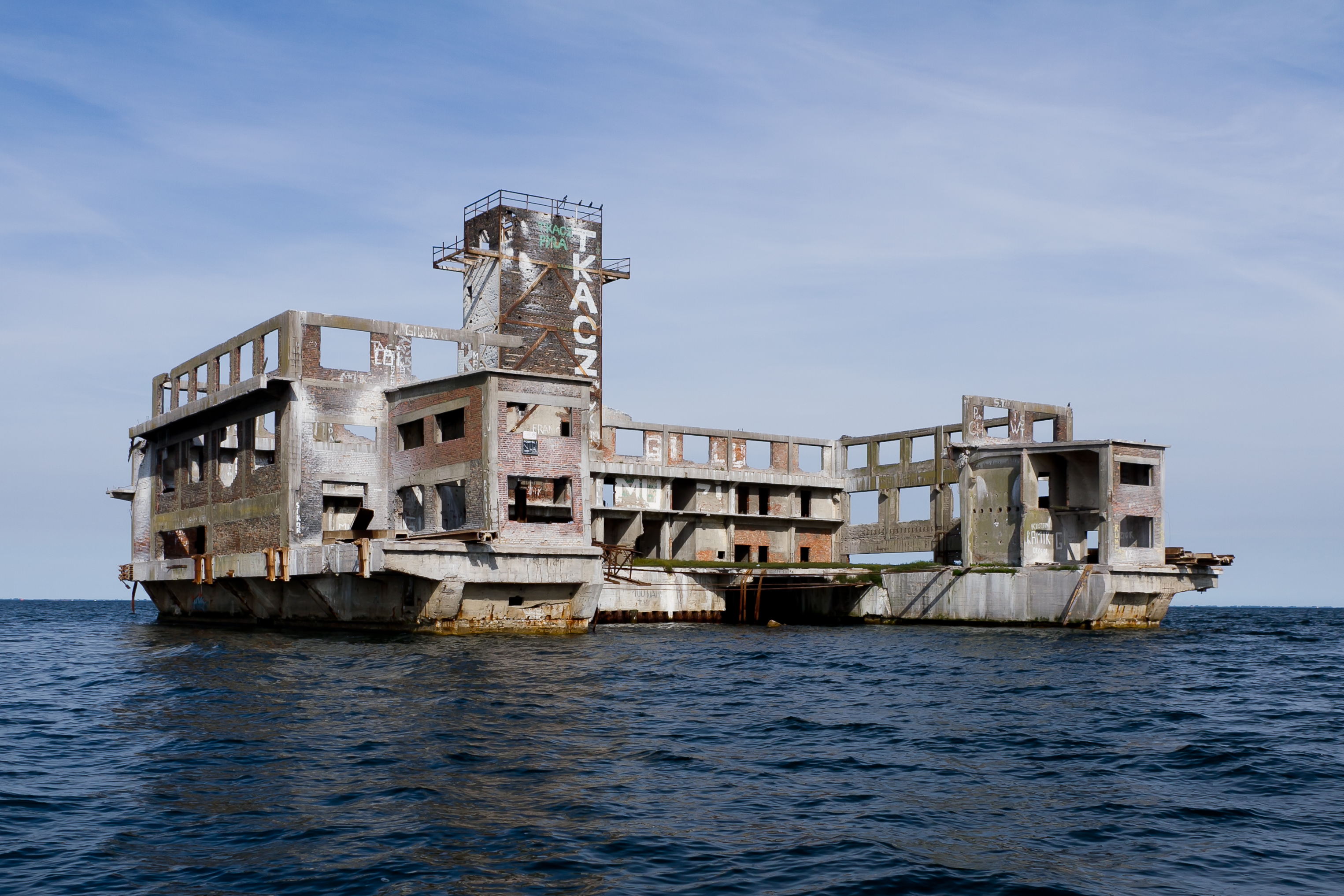
Das Torpedohaus im Jahr 2011

Der Torpedowaffenplatz Hexengrund war eine von 1942 bis 1945 betriebene Testanlage für Torpedos der deutschen Luftwaffe in der Danziger Bucht bei Gdingen (damals Gotenhafen).

## Einrichtung
Nach der Besetzung Polens 1939 und dem deutschen Angriff auf die Sowjetunion errichtete die Luftwaffe an der Putziger Wiek (einem Teil der Danziger Bucht), nördlich des Gdinger Stadtteils Hexengrund (heute: Babie Doły), wo sich bereits der Fliegerhorst Hexengrund und die Luftwaffen-Munitionsanstalt 3/I befanden, den „Torpedowaffenplatz Gotenhafen-Hexengrund“. Dieser wurde am 2. April 1942 offiziell als Außenstelle neu aufgestellt. Truppendienstlich und disziplinarisch war er dem Technischen Amt im Reichsluftfahrtministerium und damit dem „Generalluftzeugmeister“ unterstellt. In der Organisation der Wehrmacht gehörte der Hexengrund zum Luftgaukommando I in Königsberg. Am 1. Mai 1944 wurde der Torpedowaffenplatz dem Kommando der Erprobungsstelle See in Travemünde unterstellt. Er war für die Erprobung und Verbesserung von Lufttorpedos und dazugehörigen Abwurfeinrichtungen verantwortlich, ein von der Wehrmacht bis dahin ziemlich vernachlässigtes Gebiet der Militärtechnik.

## Nutzung

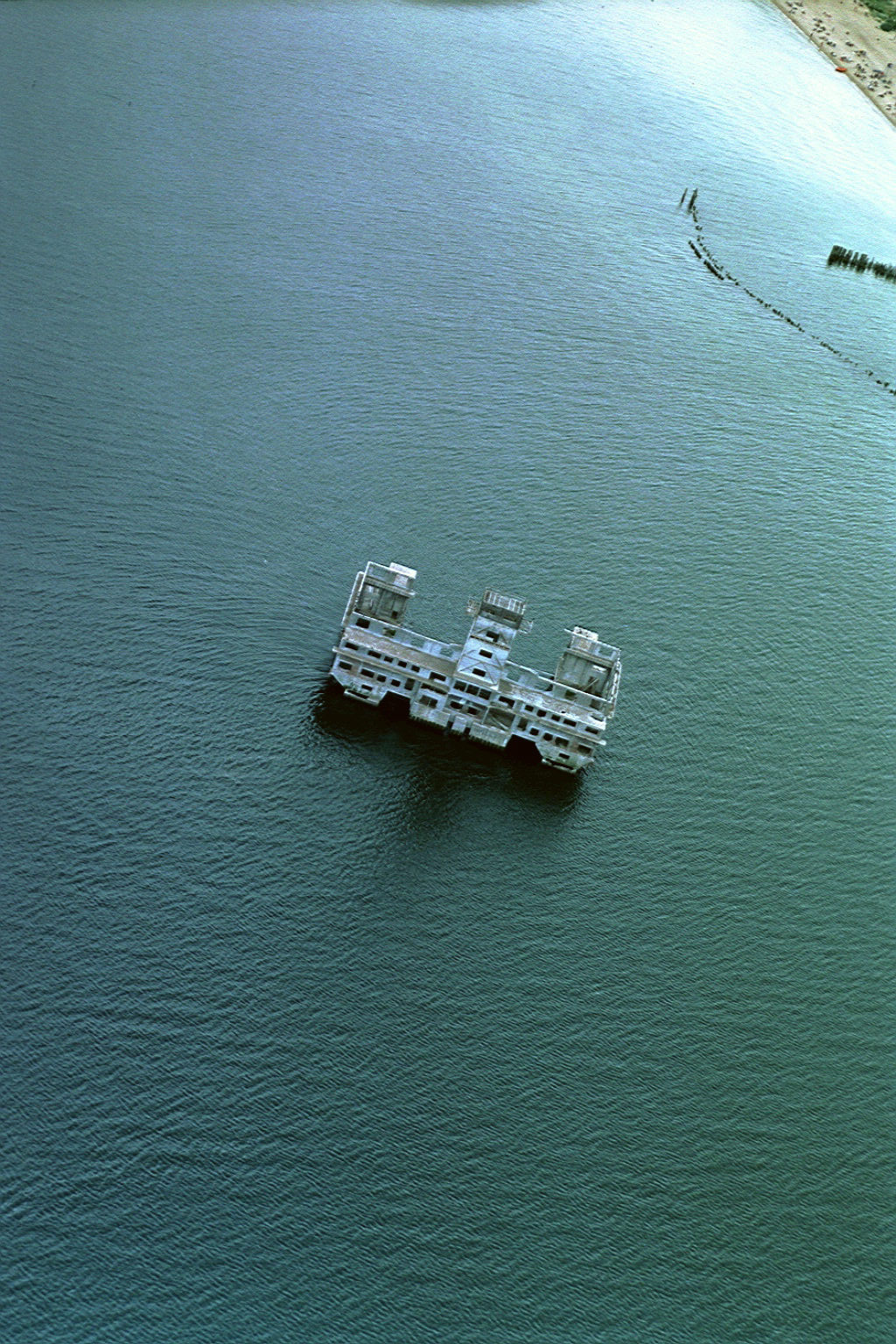
Luftbild der Anlage, 2007

Die Anlage bestand im Wesentlichen aus einem in der Bucht stehenden U-förmigen, vierstöckigen und von einem Beobachtungs- und Befehlsturm in seiner Mitte überragten Gebäude mit einem Gerippe aus Stahlbeton. Die Seitenflügel waren durch zwei etwa sechs Meter breite und sieben Meter tiefe Kanäle vom Hauptteil getrennt. Das Gebäude hatte zwei Torpedo-Abschussschächte von 1,5 Meter Breite und vier Meter Tiefe. Zwischen zwei kleineren Gebäuden in der Bucht war ein Netz gespannt, in dem die abgeschossenen Torpedos wieder eingefangen wurden. Nach Fertigstellung der Anlage zog das Torpedoforschungszentrum aus Warnemünde nach Gotenhafen-Hexengrund um.
Die Testtorpedos wurden zumeist in Richtung Heisternest abgeschossen bzw. abgeworfen. Ebenso wurden alle neuen Torpedos für die deutschen U-Boote, die von Gotenhafen ausliefen, hier vor ihrem endgültigen Einsatz geprüft, wobei sie mit einem Vorsatzkopf ohne Sprengladung ausgestattet wurden. Um Lufttorpedos und Gleittorpedos wie den Blohm & Voss L 10 sowie die notwendigen Abschuss- bzw. Abwurfvorrichtungen auf Flugzeugen zu testen, wurden verschiedene Sonderanfertigungen des Jagdflugzeugs bzw. Jagdbombers Fw 190 benutzt, die auf dem nahen Fliegerhorst Hexengrund stationiert waren (Fw 190 A-5/U14, Fw 190 A-5/U15, Fw 190 F-8/R14, Fw 190 F-8/R15, Fw 190 F-8/R16, Fw 190 F-8/U2, Fw 190(BT)).
Die Anlage wurde bis fast zum Kriegsende genutzt. Im April 1945 diente die Mole der Anlage bei den Transporten von Flüchtlingen und Verwundeten über die Ostsee zum Einschiffen von Tausenden von Flüchtlingen aus dem Osten sowie verwundeter Soldaten auf deutsche Schiffe, die sie nach Westen brachten. In der Nacht zum 5. Mai 1945 evakuierten das Schnellbootbegleitschiff Tsingtau und seine Schnellboote noch 3.500 Menschen von Hexengrund; am nächsten Morgen wurde das Gelände von sowjetischen Einheiten besetzt.

## Außenstelle
Eine Außenstelle bestand im dänischen Apenrade in Nordschleswig.

## Heutiger Zustand

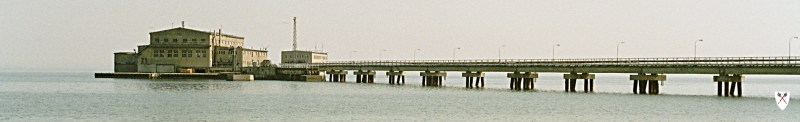
Neue Anlage „Formoza“ in Gdynia-Oksywie (2005)

Nach dem Zweiten Weltkrieg wurde etwa sechs Kilometer weiter südlich eine neue Torpedoanlage (Formoza) nahe dem Marinehafen von Gdynia errichtet. Die alte Anlage, in Polen unter dem Namen Torpedownia bekannt, wird dem Verfall überlassen und deren Ruine mit den Resten der Molenpfeiler steht dort noch heute.

## Trivia
Die Torpedoanlage diente als Drehort für Szenen der 2020 veröffentlichten Fernsehserie Sløborn.
Koordinaten: 54° 35′ 16″ N, 18° 32′ 44,6″ O